# فیزیولوژی گیاهی (کتاب)
فیزیولوژی گیاهی کتابی چندجلدی از حسن ابراهیم‌زاده است.

## جوایز
جلد دوم این کتاب در سال ۱۳۶۱ منتشر و در مراسم کتاب سال جمهوری اسلامی ایران به‌عنوان کتاب برگزیده معرفی شد. جلد چهارم کتاب (فتوسنتز) در سال ۱۳۷۲ منتشر و در مراسم کتاب سال جمهوری اسلامی ایران به‌عنوان کتاب شایسته تقدیر معرفی شد.